# Gnejs

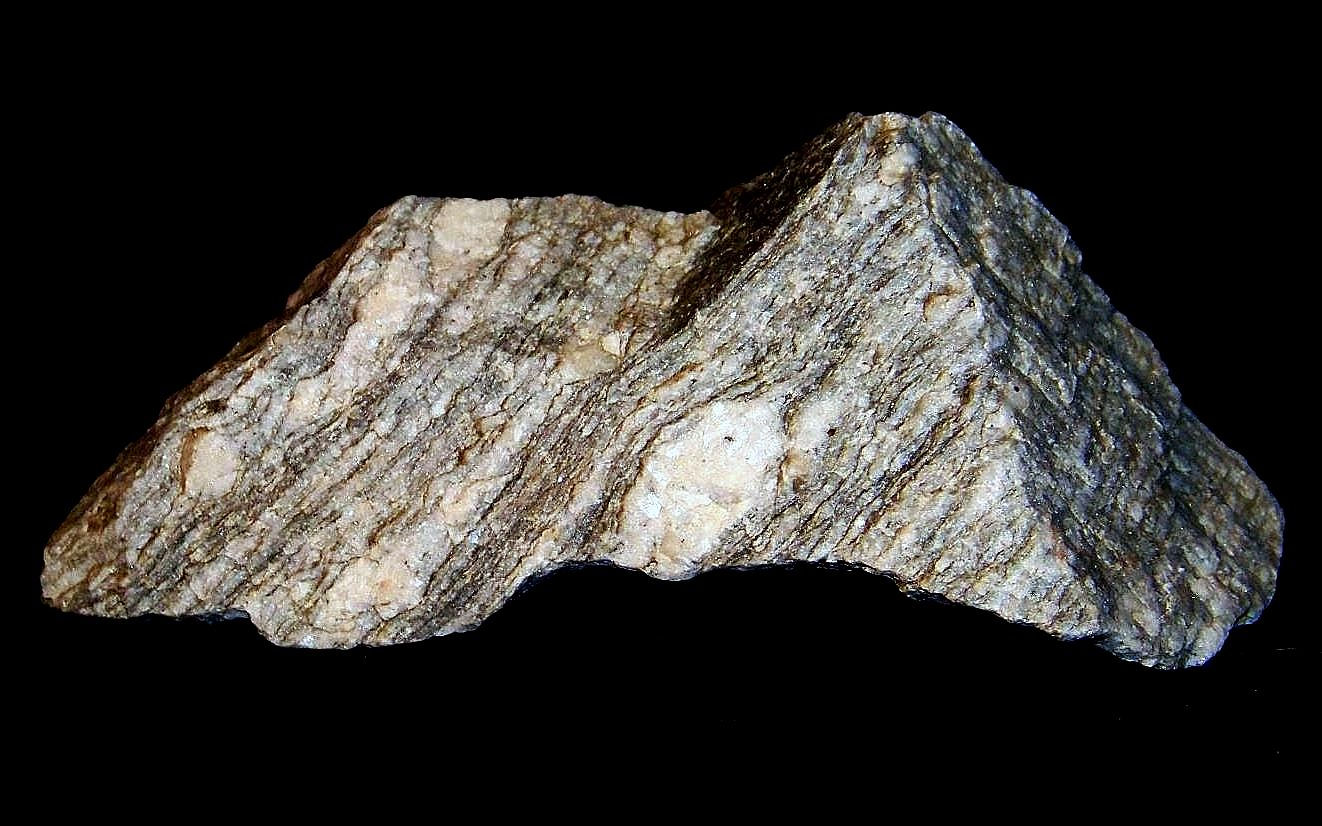
Gnejs soczewkowy z miejscowości Kowary na Dolnym Śląsku

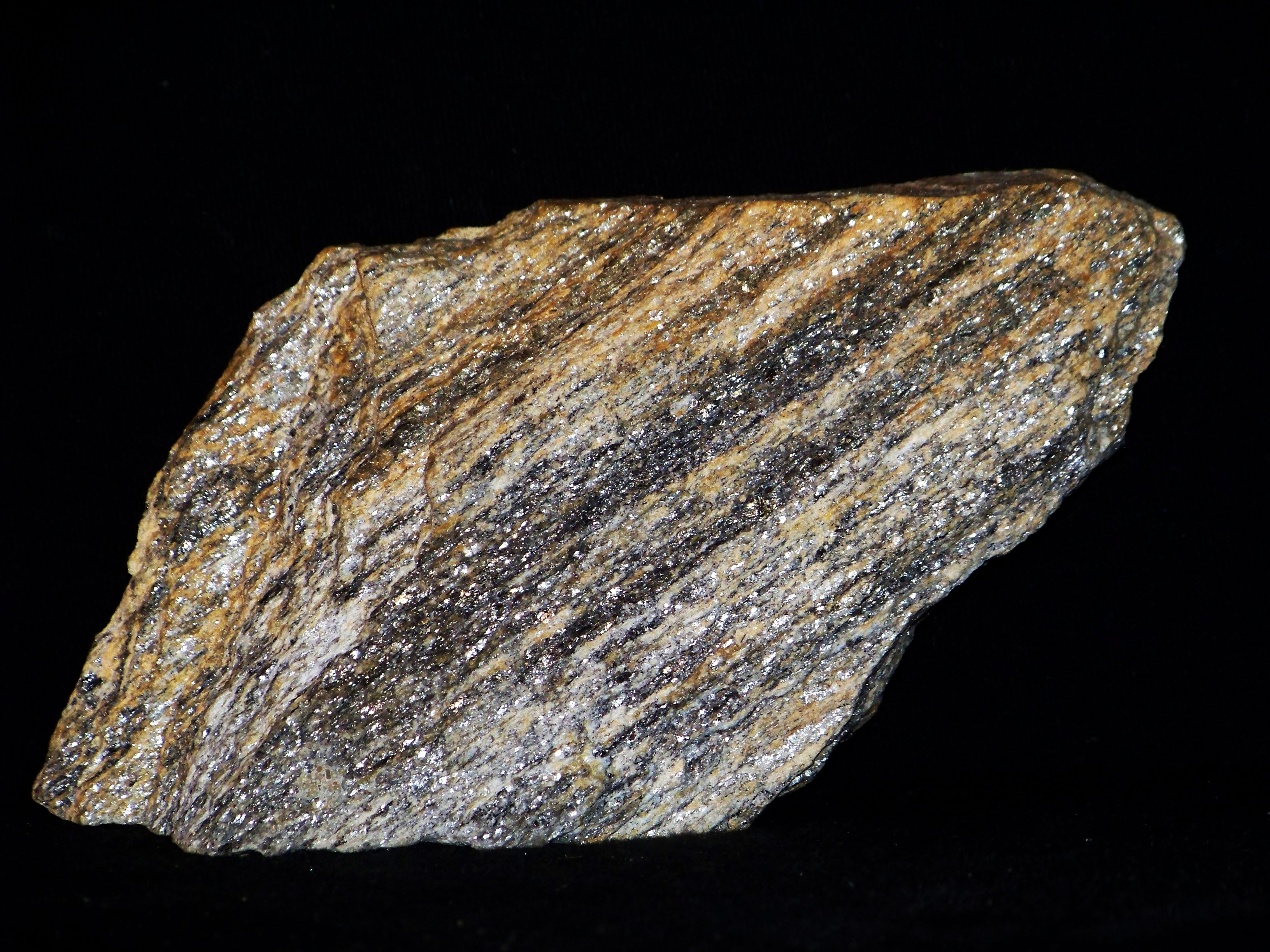
Gnejs listewkowy, Góry Sowie, Dolny Śląsk

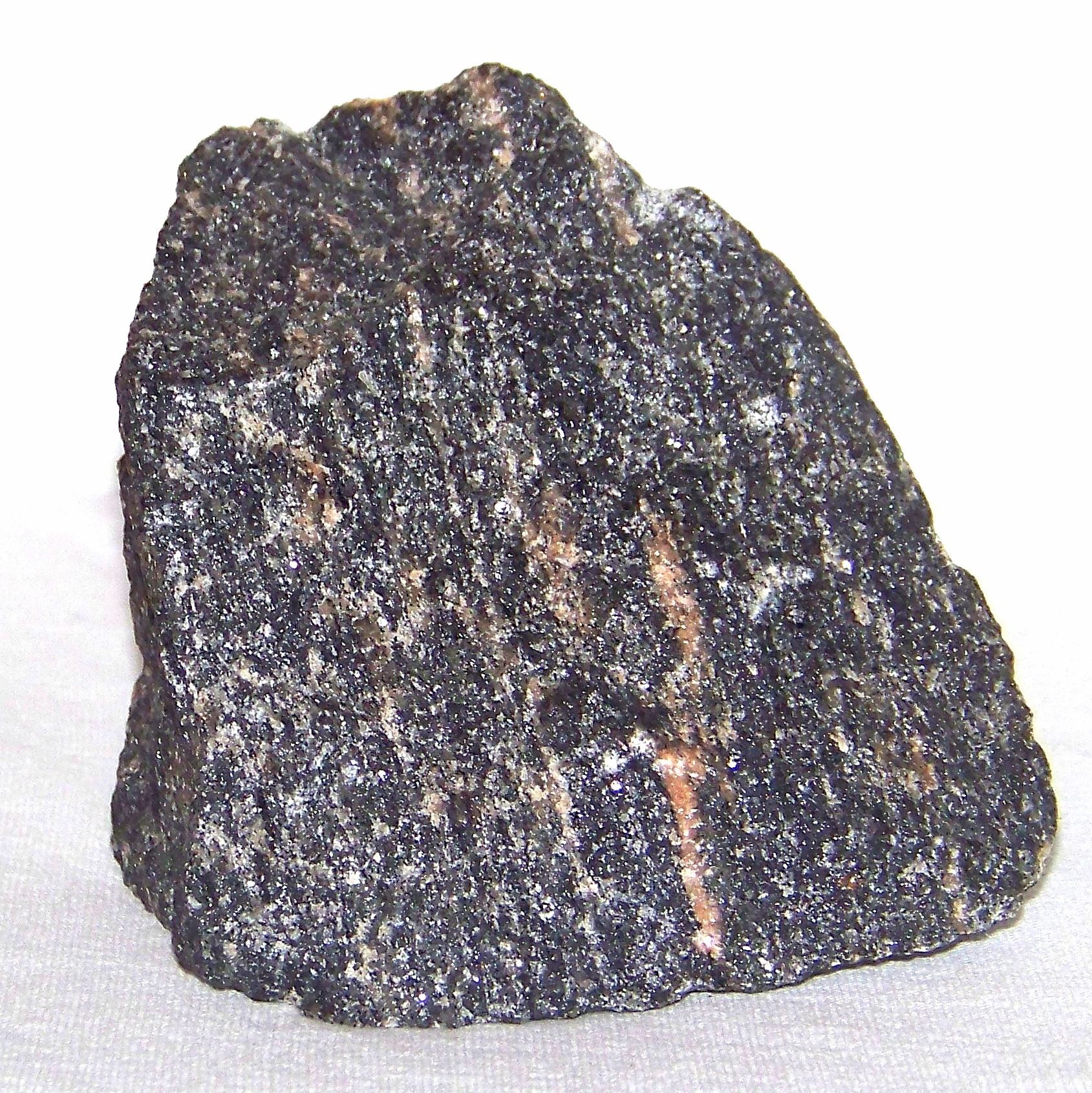
Gnejs amfibolowy, Dolny Śląsk

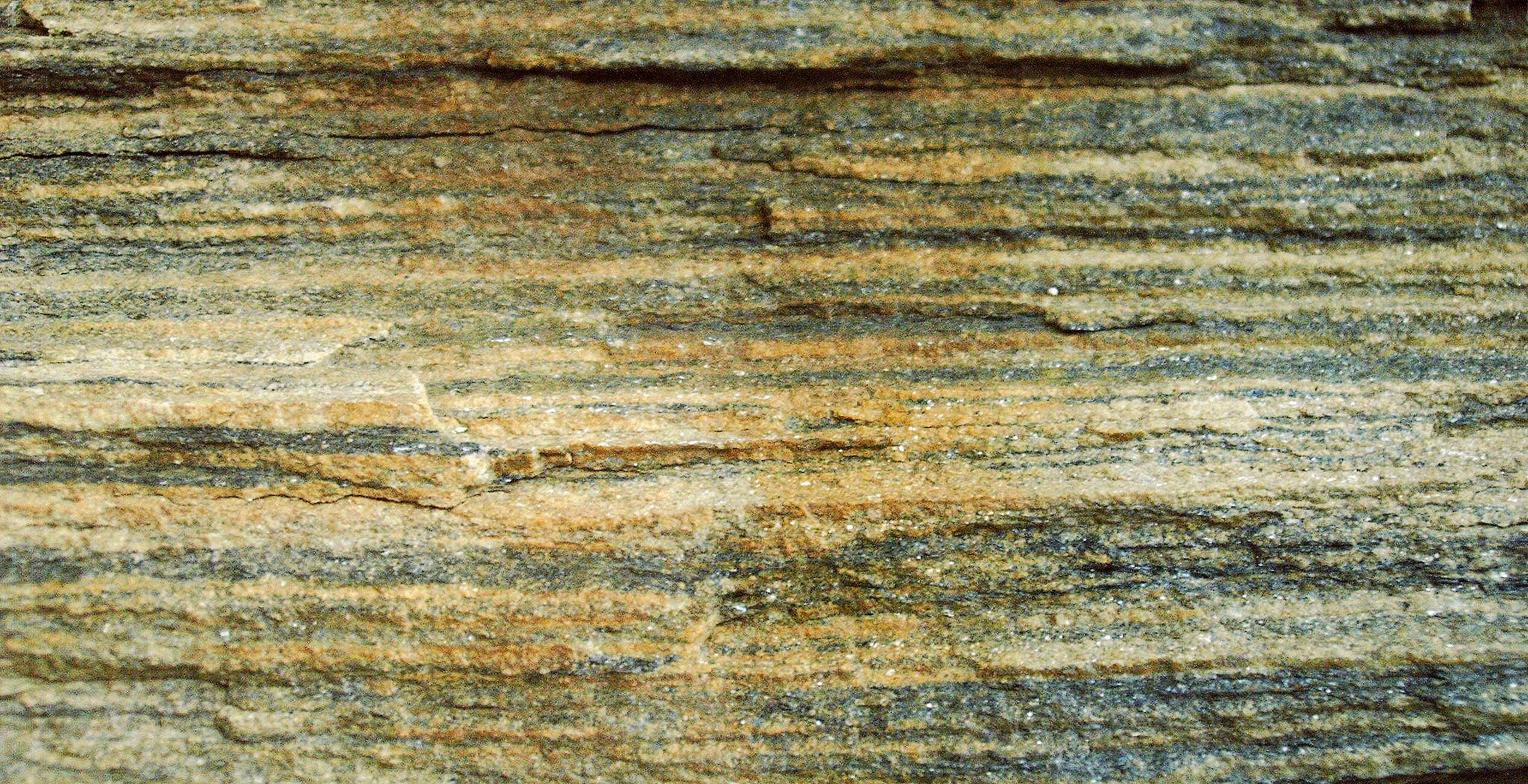
Gnejs ołówkowy wykształcony w postaci ultramylonitu, Doubravčany, k. Kutnéj Hory, Czechy

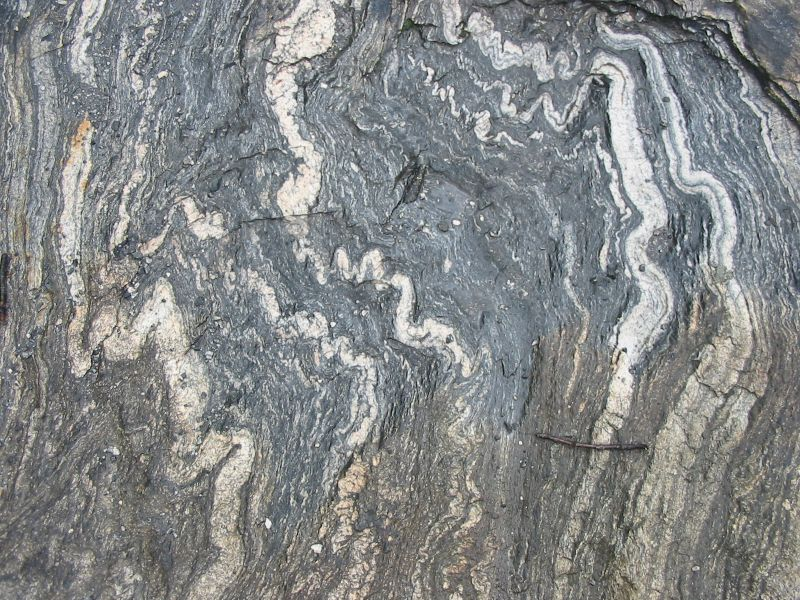
Migmatyt

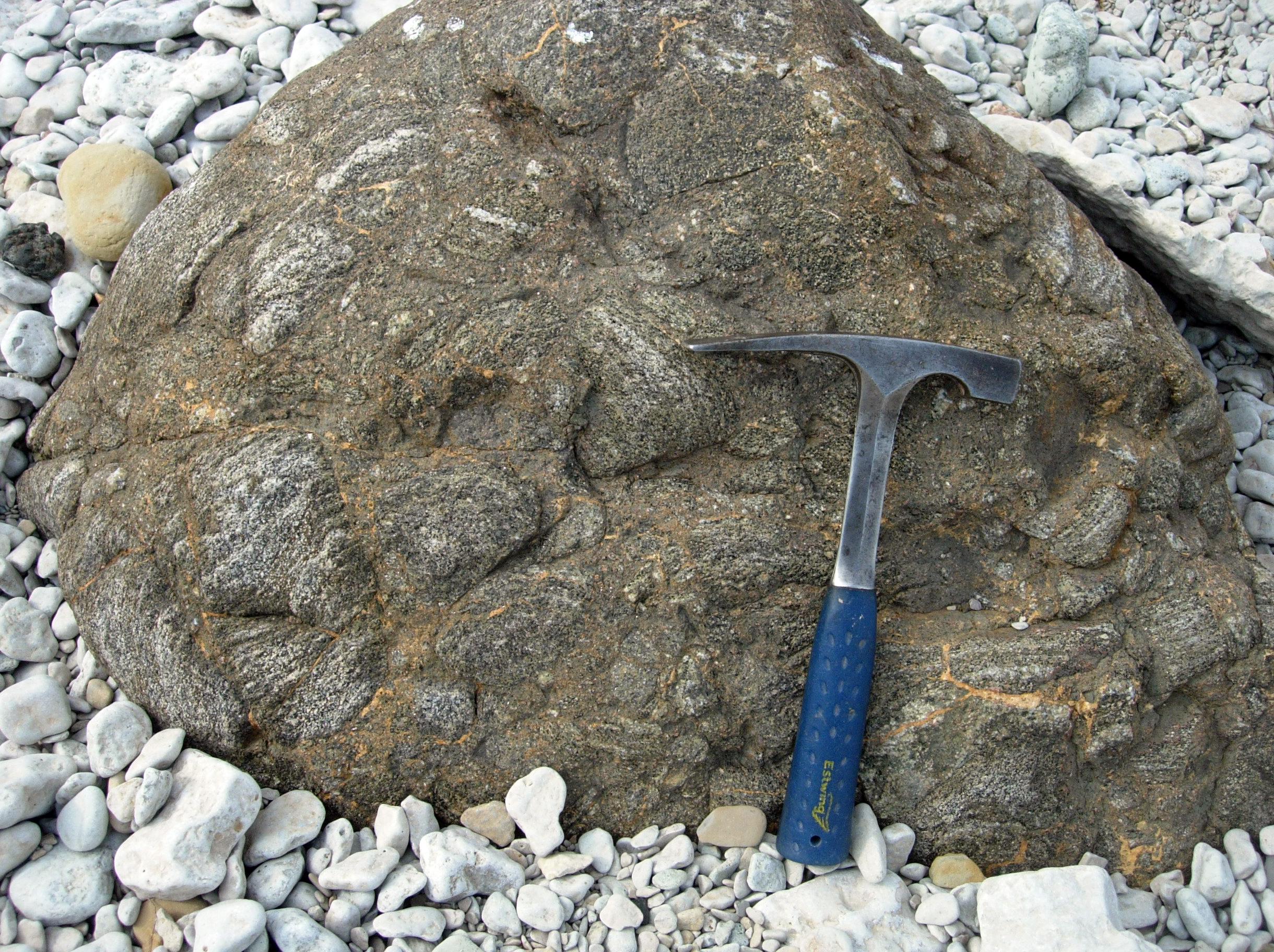
Gnejs

Gnejs – skała metamorficzna powstająca w warunkach metamorfizmu regionalnego lub dyslokacyjnego. Przeważnie jest to metamorfizm średniego stopnia strefy mezo, rzadziej wysoki stopień kata. Nazwa pochodzi od starego słowiańskiego terminu górniczego oznaczającego zgnieciony kamień (G. Agricola, 1556; A.G. Werner, 1786), bądź od staronordyckiego gneista – „krzesać kamień”.

## Skład mineralny
Przeważnie zawierają poniżej 10% minerałów ciemnych, bywają także gnejsy białe lub prawie białe (leukognejsy).
- minerały główne budujące gnejsy to kwarc, skalenie (plagioklazy i mikroklin), biotyt, muskowit, chloryt, fengit.
- minerałami pobocznymi są często amfibole (hornblenda, aktynolit i in.), kyanit, silimanit, andaluzyt, kordieryt, augit, granaty, fluoryt, topaz, wollastonit i talk.
- składnikami akcesorycznymi bywają turmaliny, apatyt, cyrkon, monacyt, epidoty, ilmenit, rutyl, magnetyt, tytanit, piryt, pirotyn i in.

## Cechy zewnętrzne
Barwa biała, szara, czerwona, zielonawa, niebieskawa, szara lub czarna, bardzo często pstra. Zwykle laminy skaleniowo-kwarcowe są jaśniejsze (białe, jasnoszare, różowe, czerwone), a łyszczykowe ciemniejsze (szare, srebrzyste, zielonkawe, czarne). Charakterystyczna podzielność gnejsowa powoduje dzielenie się skały na tabliczki i kanciaste bloczki o grubości powyżej 1 cm. Wykazuje foliację podkreśloną równoległym ułożeniem minerałów blaszkowych oraz laminację, czyli segregację minerałów. Gnejs jest zwykle skałą niezbyt wytrzymałą, bardziej podatną na uszkodzenia mechaniczne od jego formy wyjściowej.

## Struktura i tekstura
Odznacza się strukturą krystaliczną (granoblastyczną lub granolepidoblastyczną, sporadycznie granonematoblastyczną), średnio lub gruboziarnistą, oraz równo bądź nierównoziarnistą (porfiroblastyczną, oczkową). Wykazuje przeważnie teksturę wybitnie kierunkową, masywną. Gnejsy o słabo widocznej teksturze kierunkowej, zbliżone do granitów, to granitognejsy.

## Geneza
Najczęściej powstają w warunkach średnich lub wysokich ciśnień (0,6–0,8 Gpa) i temperatur rzędu 500–700 °C. Część gnejsów jest produktem mylonityzacji kwaśnych skał magmowych (granitów albo ryolitów) stanowiących pod względem genetycznym mylonity lub blastomylonity jak np. gnejs oczkowy. Wiele odmian gnejsów powstaje w wyniku metasomatozy obejmującej bardzo różne typy skał wyjściowych (protolitów) np. łupki ilaste, piaskowce, kwarcyty, skały magmowe zasadowe i ultrazasadowe, oraz skały metamorficzne jak np. łupek mikowy. Znane są także gnejsy migmatyczne stanowiące ogniwo pośrednie między gnejsami a migmatytami powstałymi w warunkach ultrametamorfizmu. Niektóre także tworzą przejścia do amfibolitów jak gnejsy amfibolowe. Gnejsy powstałe w wyniku przeobrażenia skał magmowych, to ortognejsy, natomiast ze skał osadowych – paragnejsy.

## Odmiany
- ze względu na genezę:
  - ortognejsy,
  - paragnejsy,
  - gnejsy mylonityczne,
  - gnejsy migmatyczne – odmiana migmatytu przypominająca gnejs, powstała w warunkach ultrametamorfizmu.
- ze względu na skład mineralny:
  - gnejs plagioklazowy,
  - gnejs mikroklinowy,
  - gnejs dwuskaleniowy,
  - gnejs biotytowy,
  - gnejs muskowitowy,
  - gnejs chlorytowy,
  - gnejs amfibolowy – powstaje w wyniku przeobrażenia skał zasadowych, tufów, margli oraz piaskowców marglistych. Powstały wskutek metamorfizmu regionalnego,
  - leukognejs,
  - gnejs silimanitowy i in.
- ze względu na teksturę:
  - gnejs masywny (granitognejs)
  - gnejs oczkowy – jedna z najczęstszych odmian gnejsów. Odznacza się strukturą porfiroblastyczną. Powstaje w warunkach metamorfizmu regionalnego, a także w wyniku metasomatozy,
  - gnejs drobnooczkowy,
  - gnejs soczewkowy (słojowy, słojowo-oczkowy) – wykazuje różnej wielkości soczewki reprezentowane przez agregaty kwarcowo-skaleniowe,
  - gnejs warstewkowy,
  - gnejs laminowany – występują naprzemianległe warstewki kwarcowo-skaleniowe i biotytowe. Powszechnie występuje w obrębie innych gnejsów,
  - gnejs blaszkowy (łuseczkowy) – odznacza się wyraźną tekstura kierunkową utworzona z lamin biotytowych,
  - gnejs ołówkowy (pręcikowy) – odmiana wykazująca wyraźną oddzielność prętową. Ukształtowany w procesie mylonityzacji dzięki dynamometamorfizmowi. Grubość pręcików do  5mm.
  - gnejs smużysty – mniej lub bardziej widoczna kierunkowość wyrażona strzępiastymi smugami biotytowo-muskowitowymi. Powstają jako produkt mylonityzacji skał kwaśnych.
- ze względu na miejsce występowania (w Polsce):
  - gnejsy izerskie,
  - gnejsy kowarskie,
  - gnejsy paczyńskie,
  - gnejsy sowiogórskie,
  - gnejsy Ścinawki,
  - gnejsy bystrzyckie,
  - gnejsy gierałtowskie,
  - gnejsy śnieżnickie,
  - gnejsy haniackie,

## Występowanie

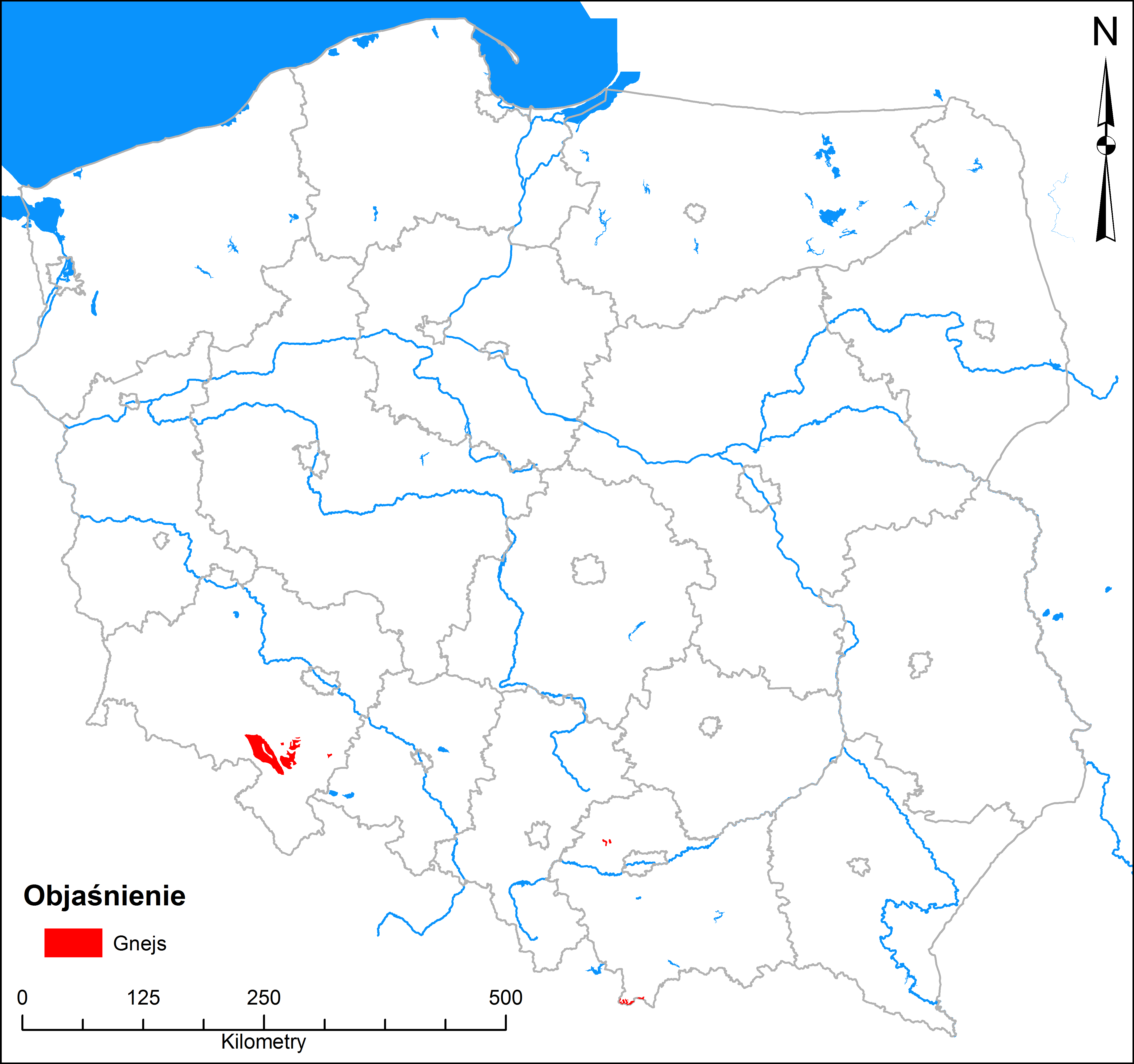
Niektóre miejsca występowania gnejsów w Polsce

Gnejsy są skałami pospolitymi i szeroko rozpowszechnionymi we wszystkich rejonach Ziemi, zwłaszcza w starszych utworach.
W świecie: Skandynawia; Szwajcaria; Kanada; USA – Góry Skaliste, stany Nowy Jork i Georgia; Brazylia; Australia; Nowa Zelandia; Japonia; Rosja – Kamczatka, Syberia; Himalaje; Afryka; Sri Lanka; Grenlandia.
W Polsce: Góry Izerskie i Pogórze Izerskie; Karkonosze – Karpacz, Kowary; Rudawy Janowickie – Ogorzelec, Czarnów, Rędziny; Góry Sowie – Zagórze Śląskie, Walim, Rzeczka, Rościszów; Góry Złote – Gierałtów, Masyw Śnieżnika – Nowa Wieś, Międzygórze, Śnieżnik; Góry Orlickie; Góry Bystrzyckie; Wzgórza Niemczańskie; Wzgórza Strzelińskie; Śląsk Opolski – Sławniowice, Burgrabice; Góry Opawskie – Głuchołazy; Tatry Zachodnie; krystaliczne podłoże Suwalszczyzny i Mazur.

## Zastosowanie
- kamień budowlany i drogowy
- kamień ozdobny ogrodowy

## Literatura
- W. Ryka i A. Maliszewska: Słownik petrograficzny, Wydawnictwa Geologiczne, Warszawa 1991 (wyd. II popr. i uzup.), ISBN 83-220-0406-0
- P. Czubla i E. Papińska: Geografia fizyczna, Wydawnictwo Szkolne PWN, Warszawa 2007, ISBN 978-83-7446-125-2